# Donje Vidovo
Donje Vidovo (en serbe cyrillique : Доње Видово) est une localité de Serbie située dans la municipalité de Paraćin, district de Pomoravlje. Au recensement de 2011, elle comptait 1 699 habitants.
Donje Vidovo est officiellement classé parmi les villages de Serbie.

## Démographie

### Évolution historique de la population
| 1948  | 1953  | 1961  | 1971  | 1981  | 1991  | 2002  | 2011  |
| ----- | ----- | ----- | ----- | ----- | ----- | ----- | ----- |
| 2 430 | 2 564 | 2 500 | 2 353 | 2 396 | 2 318 | 1 932 | 1 699 |

|  |